# مسعود جعفری جزی
مسعود جعفری جزی، متولد ۱۳۴۵ هجری شمسی، استاد زبان و ادبیات فارسی و عضو هیئت علمی دانشگاه خوارزمی تهران است، او عضو پیوسته فرهنگستان زبان و ادب فارسی از تاریخ ۱۳۹۷/۹/۲ تاکنون، و مدیر گروه فرهنگستان زبان و ادبیات فارسی بوده است.

## تألیف
- س‍ی‍ر رم‍ان‍ت‍ی‍س‍م‌ در اروپ‍ا، نشر مرکز، ۱۳۷۸.
- سیر رمانتیسم در ایران(از مشروطه تا نیما)، نشر مرکز
- شاعران در جست و جوی جایگاه (نگاهی دیگر به تحول شعر فارسی)، نیلوفر.
- هفتاد و دو ملت (جستارهایی در عقاید کلامی فرقه‌ها)، انتشارات آن‌سو.

تصحیح
*تصحیح دیوان قطران تبریزی (مقدمه، تصحیح و تعلیقات محمود عابدی و مسعود جعفری با همکاری تهمینه عطائی و شهره معرفت)، فرهنگستان زبان و ادب فارسی، نشر سخن ۱۴۰۲.
*بحرالانساب: در ذکر خاندان شیخ احمد جام، محمدحکیم جامی، با همکاری محمود ندیمی‌هرندی، نشر علمی ۱۴۰۳.
*شعله‌ آه (قصه عاشقانه ملک‌محمد و شمس‌بانو)، منشی غیوری‌دهلوی(لچهمن سنگه)؛ مقدمه، تصحیح و توضیح مسعود جعفری‌جزی، نشر سخن، ‏‫۱۳۹۴.

## ترجمه‌ها
- زیبایی‌گرایی،  رابرت وینسنت جانسون، نشر مرکز، ۱۳۹۰.
- تخیل، آر ال برت، نشر مرکز، ۱۳۸۲.
- تراژدی، کلیفورد لیچ، نشر مرکز.
- رمانتیسم، لیلیان فورست، نشر مرکز، ۱۳۹۲.
- پیرنگ، الیزابت دیپل، نشر مرکز، ۱۳۸۹.
- مقنع و سپید جامگان، پاتریشیا کرون، نشر ماهی.
- جامعه‌های ماقبل صنعتی: کالبدشکافی جهان پیشامدرن، پاتریشیا کرون، نشر ماهی، ۱۳۹۵.
- هشت جستار دربارۀ فردوسی و شاهنامه، دیک‌دیویس، نشر نیلوفر.
- ابن‌عربی و زبان تازه عرفان، سعاد‌الحکیم؛ نشر جامی ۱۳۹۱.

## گردآوری
- نامه‌های سیمین دانشور و جلال آل احمد (سه جلد)، نیلوفر.